# Сельское поселение Сытомино
Се́льское поселе́ние Сытомино — муниципальное образование в Сургутском районе Ханты-Мансийского автономного округа Российской Федерации.
Административный центр — село Сытомино.

## История
Статус и границы сельского поселения установлены Законом Ханты-Мансийского автономного округа - Югры от 25 ноября 2004 года № 63-оз «О статусе и границах муниципальных образований Ханты-Мансийского автономного округа - Югры»

## Население
| 2010  | 2012  | 2013  | 2014  | 2015  | 2016  | 2017  |
| ----- | ----- | ----- | ----- | ----- | ----- | ----- |
| 1262  | ↘1193 | ↘1132 | ↘1060 | ↘1027 | ↗1055 | ↘1024 |
| 2018  | 2019  | 2020  | 2021  |       |       |       |
| ↘1011 | ↘1003 | ↗1007 | ↗1367 |       |       |       |

## Состав сельского поселения
| № | Населённый пункт | Тип населённого пункта                     | Население |
| - | ---------------- | ------------------------------------------ | --------- |
| 1 | Горный           | посёлок                                    | 164       |
| 2 | Сытомино         | сельское поселение, административный центр | 1098      |